# Еріх Вайсгаупт
Еріх Вайсгаупт (нім. Erich Weishaupt; нар. 16 травня 1952, Кауфбойрен, Баварія, ФРН) — німецький хокеїст, воротар. Член Залу хокейної слави Німеччини.

## Кар'єра
Еріх розпочав грати в хокей у рідному клубі Кауфбойрен. Дебютував у Бундеслізі 1975 року, став наймолодшим гравцем лізі. У складі збірної ФРН брав участь у чемпіонаті світу з хокею 1975 року, а також на зимових Олімпійських іграх 1976 під орудою відомого тренера Ксавера Унзінна, який його запросив до СК Берлін. У складі берлінців став чемпіоном Німеччини, а на Зимовій Олімпіаді у його активі бронзові нагороди.
У складі збірної брав участь в чемпіонаті світу з хокею 1979 року. Роком раніше перейшов з СК «Берлін» до «Маннхаймер ЕРК», за який відіграв п'ять сезонів. Це були також найкращі роки в його кар'єрі у 1979 році визнаний найкращим гравцем року, а у 1980 році стає чемпіоном Німеччини. У 1983 році знову брав участь у чемпіонаті світу з хокею, а потім переїхав до «Дюссельдорф ЕГ», до активу можна віднести участь у чемпіонаті світу з хокею 1986 року, після якого Еріх завершив кар'єру хокеїста. 

## Різне
Післа завершення кар'єри працює зубним техніком.

## Статистика
За 15 років проведенних у клубах Бундесліги Вайсгаупт провів 606 ігор, в яких отримав 100 хвилин штрафу. У збірній ФРН відіграв 107 матчів.